# Икосаедър
Икосаедърът (на старогръцки: εἴκοσι - 20 и на старогръцки: ἕδρον – основа) е геометрическо тяло с двадесет стени, т.е. „двадесетостен“. Правилният икосаедър е платоново тяло и делтаедър: той има 20 триъгълни стени, 12 върха и 30 ръба. Дуалният многостен е додекаедър.

## Правилен икосаедър
При дължина на ръба a, площта S, обемът V, радиусите на вписаната и описаната сфери, съответно r и R, се дават с формулите:
площ:
{\displaystyle S=5a^{2}{\sqrt {3}}}
обем:
{\displaystyle V={\begin{matrix}{5 \over 12}\end{matrix}}(3+{\sqrt {5}})a^{3}}
радиус на вписаната сфера:
{\displaystyle r={\begin{matrix}{1 \over {4{\sqrt {3}}}}\end{matrix}}(3+{\sqrt {5}})a}
радиус на описаната сфера:
{\displaystyle R={\begin{matrix}{1 \over 4}\end{matrix}}{\sqrt {2(5+{\sqrt {5}})}}a}
Икосаедър може да се впише в куб, така че всичките му върхове, общо 6 двойки, да лежат върху шестте стени. При това могат лесно да се съобразят стойностите за техните координати:
{\displaystyle (\pm \varphi ,\pm 1,0)\,,\quad (\pm 1,0,\pm \varphi )\quad {\text{,}}\quad (0,\pm \varphi ,\pm 1)}
като φ означава стойността на златното сечение, т.е. (1+√5)/2, а дължината на ръбовете е приета за 2.

## История
Традиционно откритието или изобретяването на икосаедъра се приписва на древногръцкия математик Теетет. Основание за това дава първото пояснение (схолия) към кн. 13 на 'Елементи'. Автентичността на текста в това място обаче подлежи на съмнение. Спекулира се дали по-рано икосаедърът не е бил известен в древен Египет. За разлика от додекаедъра, който се разпознава в минерални образувания, икосаедърът не е имал естествен първообраз. Вируси и микроорганизми имат икосаедрична (или псевдоикосаедрична) форма, също както атомни клъстери на елемента бор, но те са ненаблюдаеми с невъоръжено око.

## Джонсонови телас 20 стени
Шест от Джонсоновите тела са неправилни икосаедри:
| J22                                      | J35                             | J36                           | J59                            | J60                            | J92                                                     |
| ---------------------------------------- | ------------------------------- | ----------------------------- | ------------------------------ | ------------------------------ | ------------------------------------------------------- |
| Жироудължен триъгълен купол              | Удължен триъгълен ортобикупол ] | Удължен триъгълен жиробикупол | Парабинадстроен додекаедър     | Метабинадстроен додекаедър     | Триъгълна хебесфероротонда                              |
|                                          |                                 |                               |                                |                                |                                                         |
| 16 триъгълника 3 квадрата 1 шестоъгълник | 8 триъгълника 12 квадрата       | 8 триъгълника 12 квадрата     | 10 триъгълника 10 петоъгълника | 10 триъгълника 10 петоъгълника | 13 триъгълника 3 квадрата 3 петоъгълника 1 шестоъгълник |

## Звездовидни икосаедри[3]
- малък триамбичен икосаедър (1)
- съединение от пет октаедъра (2)
- съединение от пет тетраедъра (12)
- съединение от десет тетраедъра (13)
- изкопан додекаедър (30)
- голям икосаедър (45)
- бодлостен (58)